# 雙溪 (嘉義縣)
雙溪，是臺灣嘉義縣梅山鄉的一個傳統地域名稱，位於該鄉西南端。相較於今日行政區，其範圍大致與雙溪村相近。

## 歷史
台灣日治初期，雙溪地區為一（舊制）街庄，稱為「雙溪庄」，隸屬於打貓東頂堡。該庄西邊北段及北邊西段與中坑庄為鄰，北邊東段與過山庄為鄰，東與大草埔庄為鄰，南邊為沙坑仔庄，西邊南段為葉仔藔庄。
1901年（日治明治三十四年）11月，全台設置二十廳，該庄隸屬於嘉義廳。1904年（明治三十七年）2月，該庄編入「梅仔坑區」，隸屬於嘉義廳。1909年（明治四十二年）10月，合併二十廳為十二廳，梅仔坑區仍隸屬於嘉義廳。1920年（大正九年），廢十二廳改設五州二廳，該庄改制為「雙溪」大字，隸屬於臺南州嘉義郡小梅庄（新制街庄）。
戰後小梅庄改制為小梅鄉，隸屬於臺南縣，大字亦改制為村。1946年（民國35年）6月21日，小梅鄉改名梅山鄉。1950年（民國39年）10月，雲、嘉、南分治，梅山鄉改隸屬於嘉義縣。

## 聚落
本地區發展較早的聚落為雙溪，在日治期初期的官方地圖上已有記載。此外，本地區尚有外湖聚落。

## 交通
鄉道嘉106線是菁埔至大草埔的道路。
鄉道嘉106-3線是下雙溪至水井仔的道路。